# Veículo estrada-comboio
Um veículo estrada-comboio é em princípio um veículo rodoviário adaptado para poder circular também numa linha férrea.

## Imagens

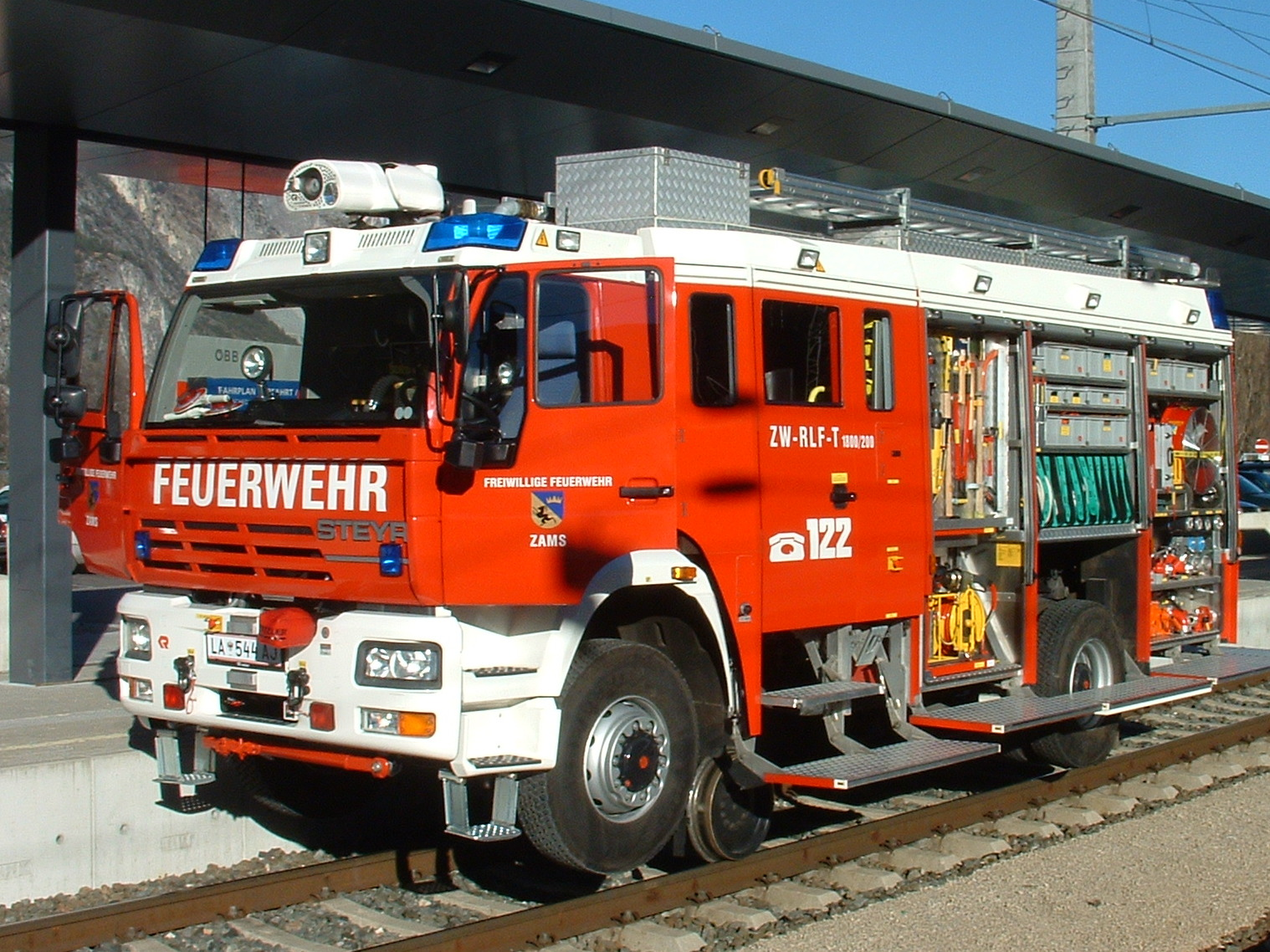
Carro de bombeiro
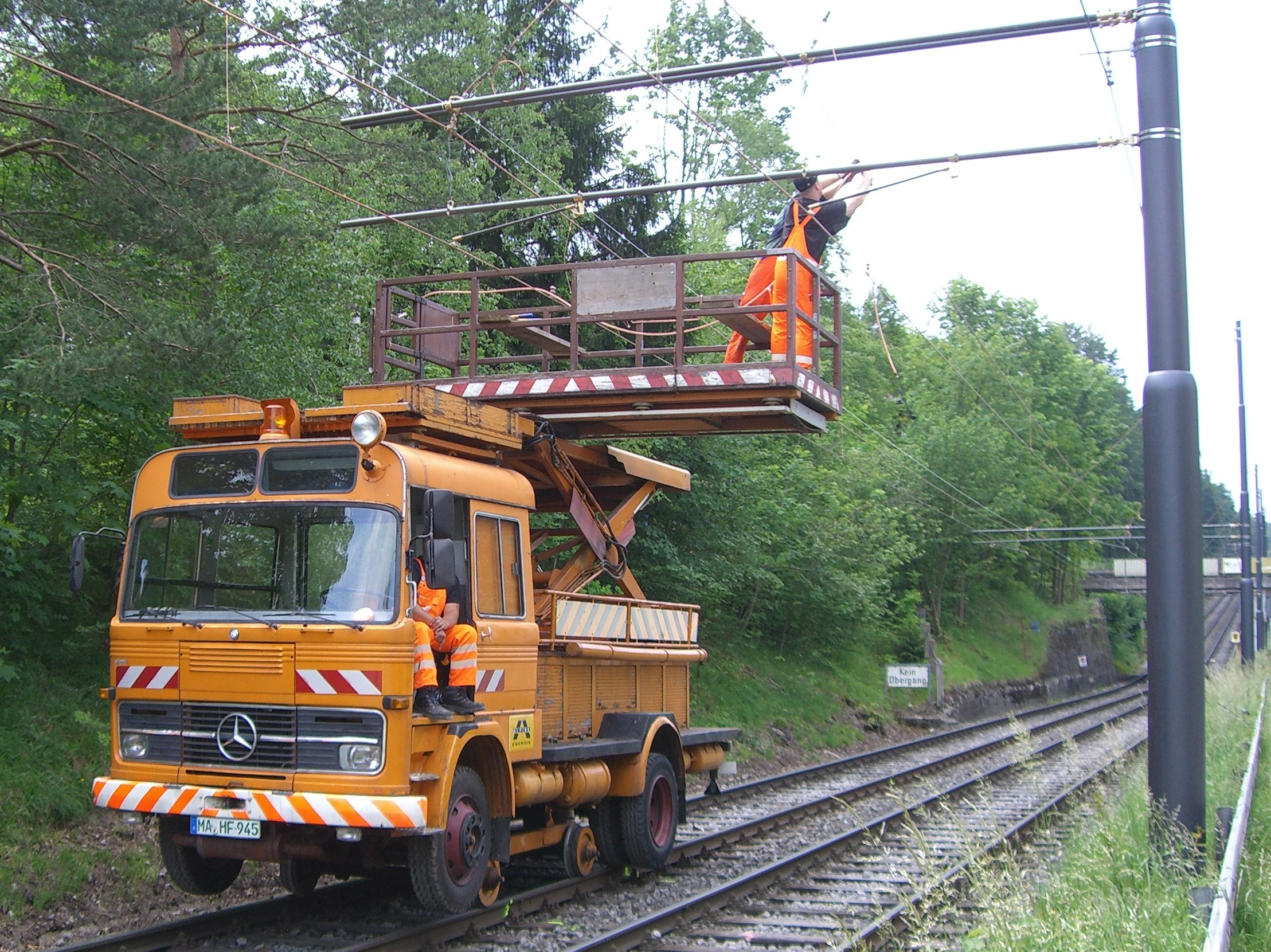
A reparar as catenárias
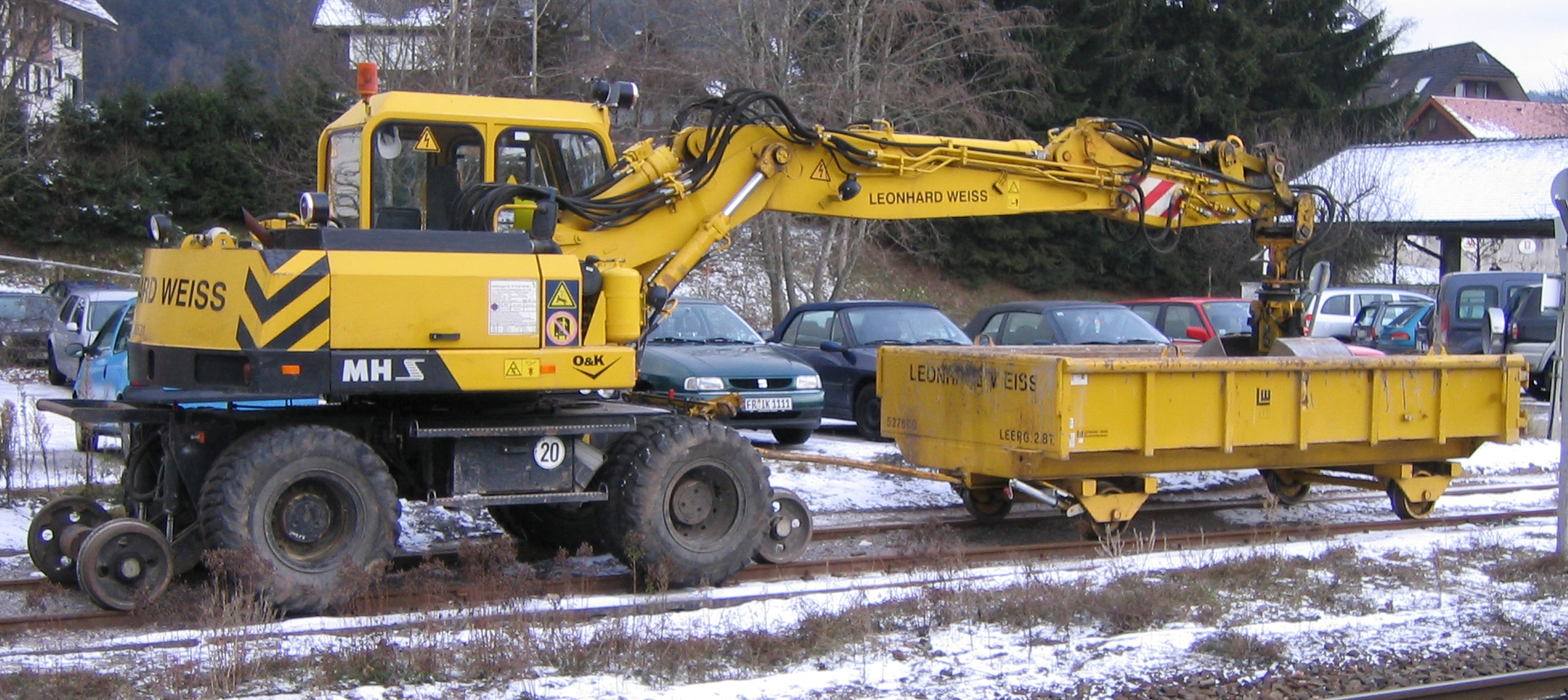
Guindaste  mecânica
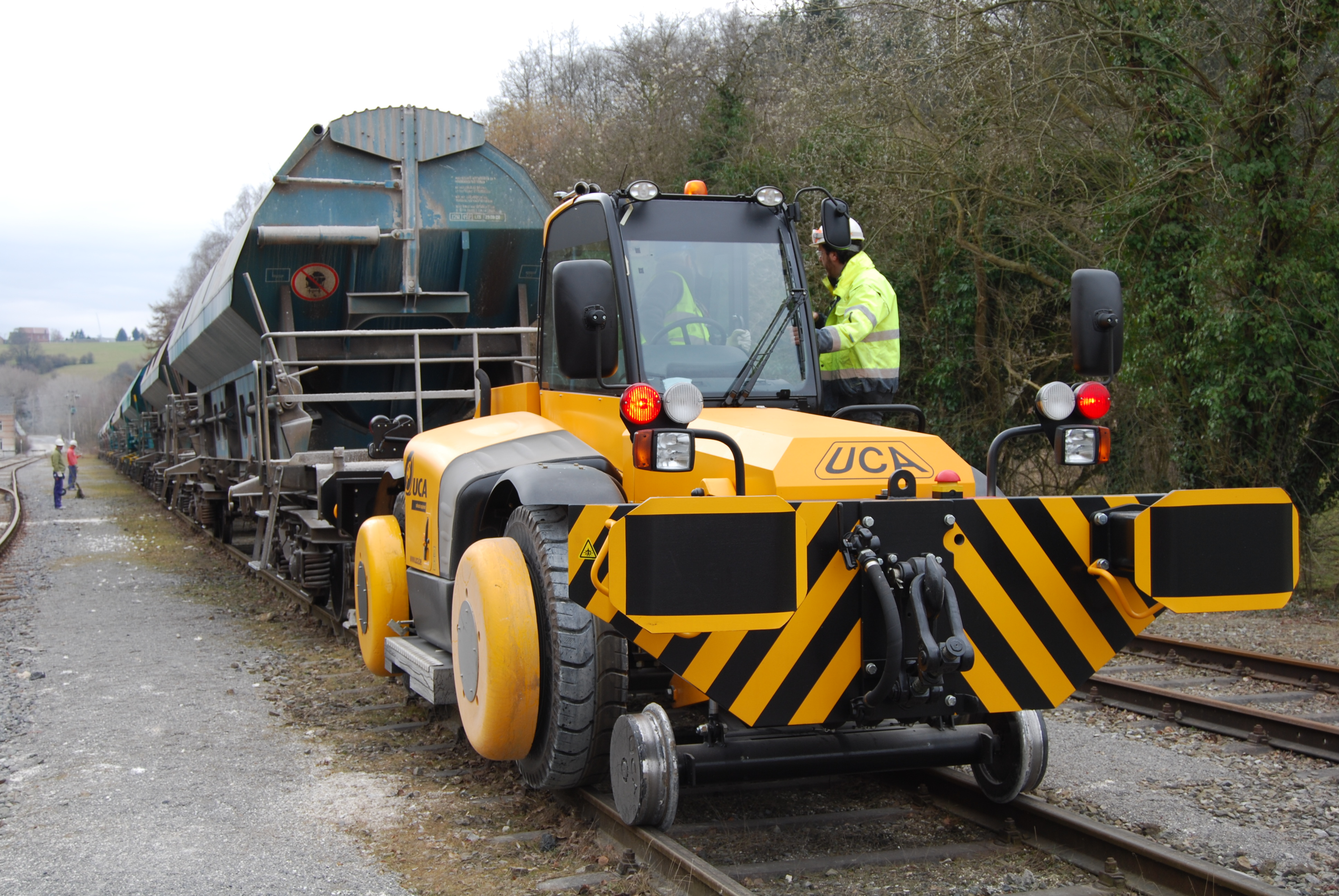
Tractor-locomotiva
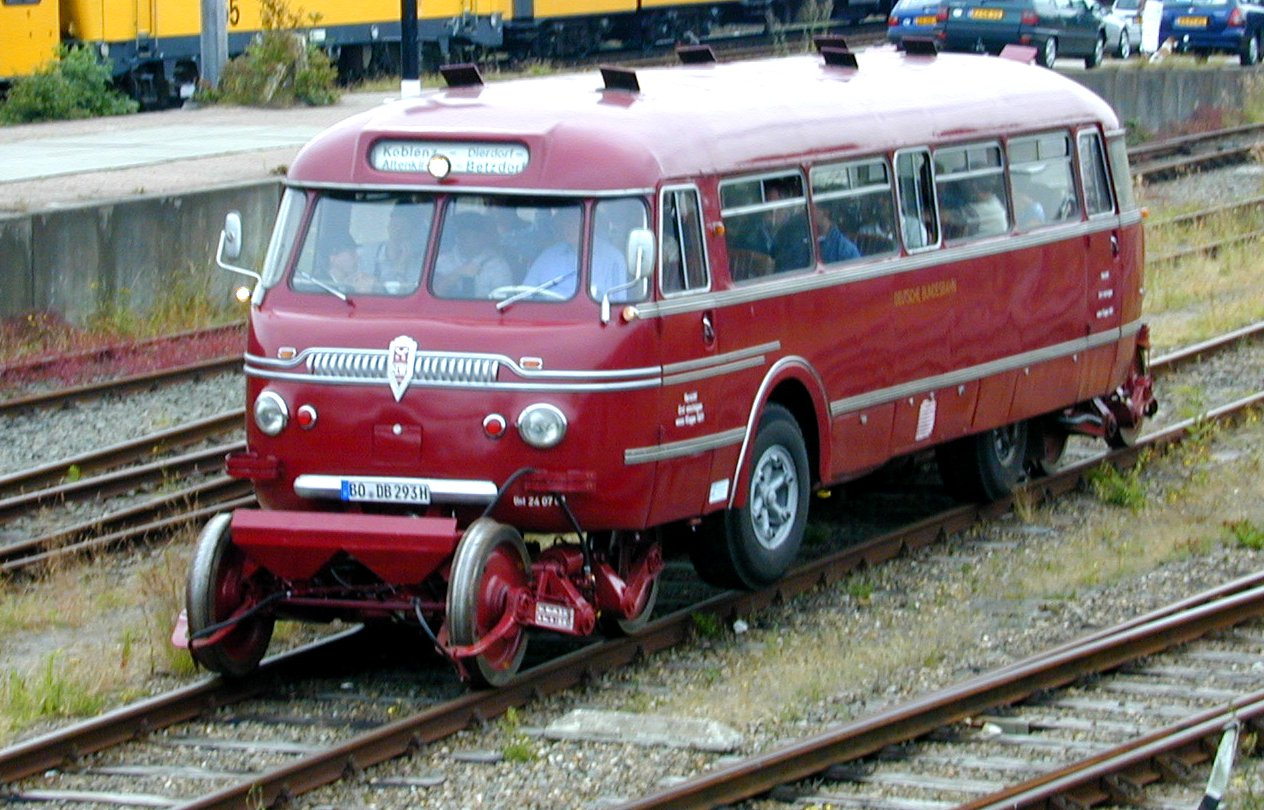
Omnibus; Alemanha
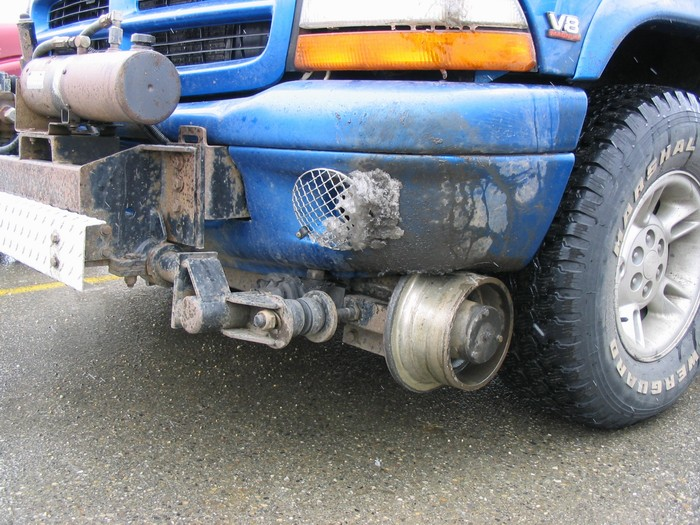
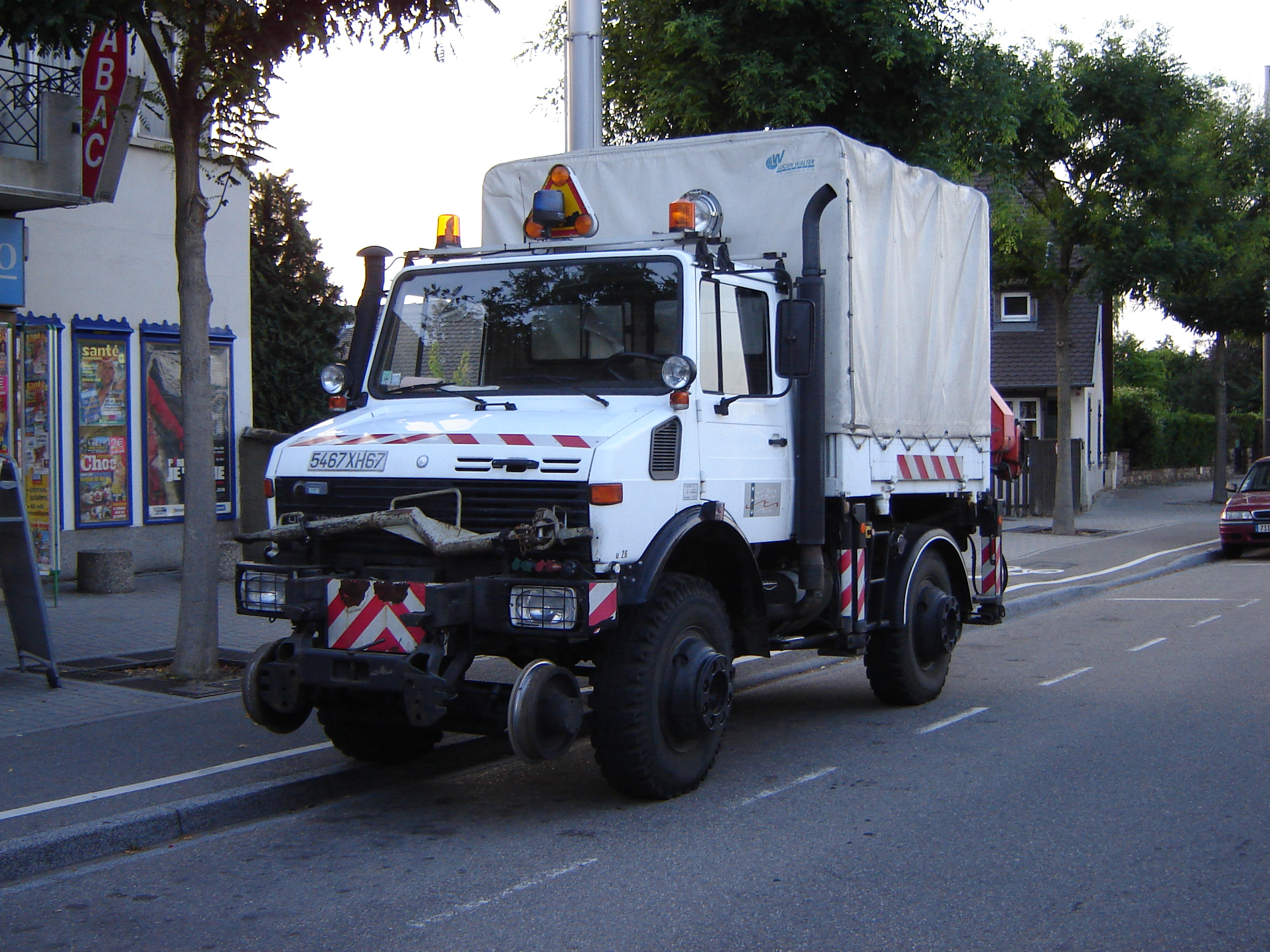
Variante para os eléctricos em Estrasburgo